# دان أوبراين (لاعب كرة قاعدة)
دان أوبراين (بالإنجليزية: Dan O'Brien)‏ هو لاعب كرة قاعدة أمريكي، ولد في 22 أبريل 1954 في سانت بيترسبرغ في الولايات المتحدة.

## وصلات خارجية
- دان أوبراين على موقع دوري كرة القاعدة الرئيسي (الإنجليزية)
- دان أوبراين على موقعبيزبول رفرنس.كوم (الدوري الرئيسي) (الإنجليزية)
- دان أوبراين على موقعبيزبول رفرنس.كوم (الدوري الثانوي) (الإنجليزية)